# 맥시멀
맥시멀(Maximal)은 트랜스포머의 파벌 중 하나이다. 그들은 일반적으로 모든 생명을 존중하고 평화를 추구한다. 원작 세계관인 트랜스포머: 비스트 워즈에서 오토봇의 후손으로 나오며 포유류와 조류로 구성되었다.